# Иоаким I (патриарх Константинопольский)
Иоаким I (греч. Ιωακείμ Α) — патриарх Константинопольский, занимавший пост патриарха на протяжении шести лет (1498 — 1504).
Предшественником патриарха Иоакима I был Максим IV, а его преемником был патриарх Пахомий I.

## Биография
До избрания на патриарший престол Иоаким I недолгое время был митрополитом Драмы. Избран на патриарший престол на заседании Константинопольского Священного Синода единогласным решением после отречения Константинопольского патриарха святого Нифонта II.
Время восшествия Иоакима I на престол определяется по грамоте, данной патриархом Иоанна Предтечи монастырю, которая датирована августом 1498 года. Согласно хронисту, Иоаким I был молод, но добродетелен, «пригож и прекрасен, и весь мир любил его».
Согласно рассказу Кирилла Лавриота, Иоаким был «добропорядочен, терпим, прост и учен, для рая взращен, полон же был харит». Кирилл Лавриот также указывает, что при избрании Иоакима I ему было около 30 лет.
После избрания Иоакима I в 1499-1500 годах он посетил свою прежнюю епархию в городах Драма и Серры в сопровождении пяти архиереев.
В конце 1501 года совершил поездку в Грузию, куда бежало много греков после захвата Трапезунда турками в 1461 году, для сбора пожертвований и окормления паствы, а также чтобы благословить архиереев и паств тех мест, где он «провел многие годы своей жизни». Это указание хрониста может служить свидетельством происхождения Иоакима I из региона Трапезунда. Собранная Иоакимом I в Понте и Грузии милостыня позволила немного улучшить финансовое положение Константинопольской Церкви.
В отсутствие Иоакима I митрополит Силиврии начал распространять заведомо ложные слухи о патриархе, что осложнило отношения между Константинопольским Патриархатом и Османской Портой.
Несмотря на попытки подкупить ряд влиятельных турецких чиновников и тем самым сохранить престол, Иоаким I вскоре всё же был вынужден оставить Патриаршество под давлением со стороны османских властей. Он переехал жить на берегу Босфора, в пригороде Константинополя Хрисокерамос. На место Иоакима I первоначально был вновь избран святой Нифонт, который отказался занимать кафедру, после чего Священный Синод остановил свой выбор на митрополите Пахомии Зихнийском.
В 1504 году Иоаким I был повторно избран на Патриарший престол усилиями своих сторонников, добившихся низложения Пахомия. С целью улучшить экономическое положение Константинопольской Церкви Иоаким I отправился в Молдавию, но был холодно принят господарем Богданом III и большие денежные суммы собрать не смог.
Иоаким I скончался на обратном пути в Константинополь; похоронен при патриаршем храме великомученика Георгия в Фанаре, в Константинополе.